# Zhou Guangzhao
Zhou Guangzhao chinesisch 周光召, Pinyin Zhōu Guāngzhāo, W.-G. Chou Kuang-chao; (* 15. Mai 1929 in Changsha; † 17. August 2024 in Peking) war ein chinesischer theoretischer Physiker.

## Leben
Zhou war der Sohn eines Bauingenieurs. Sein Bruder ist der Biochemiker Guangyu Zhou. Er studierte ab 1946 an der Tsinghua-Universität Physik mit dem Abschluss 1951 und wurde 1954 an der Universität Peking in theoretischer Physik promoviert. 1957 bis 1960 war er am sowjetischen Vereinigten Institut für Kernforschung in Dubna. Danach kehrte er nach China zurück, wo er am Kernwaffenprogramm arbeitete und Direktor des Kernwaffenforschungsinstituts wurde. Er leistete dort fundamentale Beiträge zur Atombomben- und Wasserstoffbombenentwicklung in China. Ab 1979 widmete er sich am Institut für Theoretische Physik der Chinesischen Akademie der Wissenschaften der Forschung in der Elementarteilchenphysik. Als Teilchenphysiker war er auch am CERN und am Virginia Polytechnic Institute.
Zhou befasste sich hauptsächlich mit Teilchenphysik. Er wurde für die Einführung des Begriffs des Partially Conserved Axial Vector Current (PCAC, teilweise erhaltener Axialstrom) in der Theorie der schwachen Wechselwirkung bekannt (1960). Er führte 1957 die Helizitätsamplitude in die Partialwellenanalyse von Hochenergiestreuexperimenten ein (im Westen schufen Maurice Jacob und Gian-Carlo Wick einen entsprechenden Formalismus 1959) und entwickelte in den 1980er Jahren einen Generating Function (Erzeugende Funktion) Formalismus für Vielteilchensysteme der statistischen Mechanik sowohl im Gleichgewicht als auch im Nichtgleichgewicht. Ab den 1980er Jahren veröffentlichte er auch über GUTs, Coset-Eichtheorien, topologische Eigenschaften von Eichfeldtheorien, Wess-Zumino-Modelle u. a.
Er war ab 1987 Mitglied der US-amerikanischen National Academy of Sciences. Von 1987 bis 1997 war er Präsident der Chinesischen Akademie der Wissenschaften, nachdem er 1984 bis 1987 deren Vizepräsident war. Zhou war Fellow der Royal Society. Er war Ehrendoktor des City College der City University of New York und der Chinesischen Universität Hongkong.
Der Asteroid (3462) Zhouguangzhao ist nach ihm benannt.

## Schriften
- Guangzhao Zhou und Yueliang Wu (Hrsg.): Selected Papers of K. C. Chou. World Scientific, Singapur 2009, ISBN 978-981-4280-38-9, OCLC 592756144.